# Giuseppe Sarti
Giuseppe Sarti, také Sardi, (pokřtěn 1. prosince 1729 Faenza – 28. července 1802 Berlín) byl italský hudební skladatel.

## Život
Hudební nadání projevoval od dětství. Již ve třinácti letech byl ve Faenze varhaníkem. K dalšímu studiu byl pozván do Bologni a stal se žákem Padre Martiniho. V roce 1752 se stal ředitelem divadla ve Faenze.
První operou, kterou uvedl na scénu byla v roce 1752 v rámci karnevalu v Pesaru opera, Il re pastore na libreto Pietra Metastasia (některými autory uváděná opera Pompeo in Armenia z roku 1744, je patrně dílem Giuseppe Scarlattiho). V roce 1753 odešel do Kodaně a v roce 1755 jej král Frederik V. jmenoval královským kapelníkem a ředitelem opery.
V roce 1765 odcestoval do Itálie, aby získal nové zpěváky, ale smrt krále Frederika učinila na čas konec jeho dánskému angažmá. V roce 1766 byl jmenován sbormistrem v Ospedale della Pietà v Benátkách. O tři roky později pobýval v Londýně, kde se živil vyučováním hudbě. V letech 1779–1784 působil jako maestro di cappella katedrály Narození Panny Marie v Miláně. To bylo nejplodnější období jeho života. Zkomponoval okolo dvaceti svých nejúspěšnějších oper, napsal mnoho duchovní hudby pro katedrálu a vedle toho vychoval řadu vynikajících hudebníků, mezi jinými např. Luigiho Cherubiniho.
V roce 1784 byl pozván carevnou Kateřinou II. do Petrohradu. Cestou do Petrohradu se zastavil ve Vídni kde jej císař Josef II. poctil mimořádnou přízní a kde se také seznámil s Wolfgangem Amadeem Mozartem. Mozart velmi dobře znal Sartiho dílo a velice si ho vážil. Důkazem je, že Sartiho árii z opery Fra i due litiganti il terzo gode použil v závěrečné scéně večeře v opeře Don Giovanni ("E viva i litiganti!") i ve svých variacích (K. 460). Komplikované finále prvního dějství Sartiho opery posloužilo také jako model pro finále posledního aktu Mozartovy Figarovy svatby.
Do Petrohradu přišel v roce 1785 a převzal řízení carské opery, pro kterou napsal řadu oper. V Petrohradě zkomponoval i mnoho duchovní hudby a v roce 1793 založil Ruskou hudební konzervatoř. Sarti setrval v Rusku až do roku 1801, kdy ho jeho podlomené zdraví donutilo k odjezdu. Zemřel v Berlíně krátce po svém návratu.

## Dílo

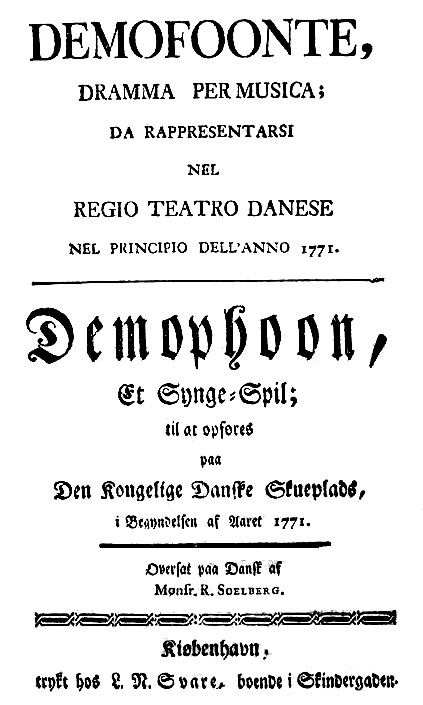
Titulní strana libreta opery Demofoonte.

### Jevištní díla
- Il re pastore (Pietro Metastasio, 1752 Pesaro, Teatro del Sole)
- Vologeso (Apostolo Zeno, 1754 Kodaň, Kongelige Teater)
- Antigono (Pietro Metastasio, 1754 Kodaň, Kongelige Teater)
- Ciro riconosciuto (Pietro Metastasio, 1754 Kodaň, Kongelige Teater)
- Demofoonte (Pietro Metastasio, 1755 Kodaň, Kongelige Teater)
- Sesostri (Pietro Pariati, 1755 Kodaň, Kongelige Teater)
- Arianna e Teseo (Pietro Pariati, 1756 Kodaň, Kongelige Teater)
- Eremiten (Pietro Pariati, pasticcio, spoluautoři Baldassare Galuppi, C. Haugsteen a F. A. Uttini, Kodaň, Kongelige Teater)
- Anagilda (Girolamo Gigli, 1758 Kodaň, Kongelige Teater)
- Armida abbandonata (Leopoldo de Villati, 1759 Kodaň, Kongelige Teater)
- Artaserse (Pietro Metastasio, 1760 Kodaň, Kongelige Teater)
- Astrea placata (Pietro Metastasio, 1760 Kodaň, Kongelige Teater)
- Andromaca (Apostolo Zeno, 1760 Kodaň, Kongelige Teater)
- Il Filindo (Pietro D'Averara, 1760 Kodaň, Kongelige Teater)
- Issipile (Pietro Metastasio, 1761 Kodaň, Kongelige Teater)
- Nitteti (Pietro Metastasio, 1761 Kodaň, Kongelige Teater; revize 1765 Benátky, Teatro San Benedetto)
- Alessandro nell'Indie (Pietro Metastasio, 1761 Kodaň, Kongelige Teater)
- La figlia ricuperata (Pastor Arcade Timido, 1762 Kodaň, Kongelige Teater)
- Semiramide (Pietro Metastasio, 1762 Kodaň, Kongelige Teater)
- Didone abbandonata (Pietro Metastasio, 1762 Kodaň, Kongelige Teater)
- Narciso (Apostolo Zeno, 1763 Kodaň, Kongelige Teater)
- Cesare in Egitto (Giacomo Francesco Bussani, 1763 Kodaň, Kongelige Teater)
- Il naufragio di Cipro (P. A. Zani, 1764 Kodaň, Kongelige Teater)
- Il gran Tamerlano (Agostino Piovene, 1764 Kodaň, Kongelige Teater)
- Ipermestra (Pietro Metastasio, 1766 Řím, Teatro Argentina)
- La giardiniera brillante ( 1768 Řím, Teatro Valle)
- L'Asile de l'amour (dramatická kantáta, libreto F. M. Chr. Deschamps podle Metastasia, 1769 Christiansborg, Dvorní divadlo)
- La Double Méorise ou Varlille et Fanny (F. M. Chr. Deschamps, 1769 Christiansborg, Hoftheater)
- Soliman den Anden (Ch. D. Biehl podle Favarta, 1770 Kodaň, Kongelige Teater)
- Le Bal (F. M. Chr. Deschamps, 1770 Christiansborg, Hoftheater)
- Tronfølgen i Sidon (Bredal podle Metastasia, 1771 Kodaň, Kongelige Teater)
- La clemenza di Tito (Pietro Metastasio, 1771 Padova, Teatro Obizzi)
- Il tempio dell'eternità (Pietro Metastasio, 1772 Kodaň, Kongelige Teater)
- Deucalion og Pyrrha (C. A. Thielo/Bredal, 1772 Kodaň, Kongelige Teater)
- Aglae, eller Støtten (C. Fasting/A. G. Carstens, 1774 Christiansborg, Hoftheater)
- Kierlighedsbrevene (Ch. D. Biehl, 1774 Christansborg, Hoftheater)
- Farnace (Antonio Maria Lucchini, 1776 Benátky, Teatro San Samuele)
- Le gelosie villane (Tommaso Grandi, 1776 Benátky, Teatro San Samuele)
- Ifigenia (1777 Řím, Teatro Argentina)
- Medonte, re di Epiro (Giovanni de Gamerra, 1777 Florencie, Teatro della Pergola)
- Il militare bizzarro (T. Grandi, 1777 Benátky, Teatro San Samuele)
- Scipione (E. Giunti, 1778 Mestre, Teatro di Casa Balbi)
- I Contrattempi (Nunziato Porta, 1778 Benátky, Teatro San Samuele)
- Adriano in Siria (Pietro Metastasio, 1778 Řím, Teatro Argentina)
- Olimpiade (Pietro Metastasio, 1778 Florencie, Teatro della Pergola
- L'ambizione delusa (1779 Řím, Teatro Capranica)
- Achille in Sciro (Pietro Metastasio, 1759 Kodaň, Kongelige Teater)
- Mitridate a Sinope (Apostolo Zeno, 1779 Florencie, Teatro degli Intrepidi)
- Siroe (Pietro Metastasio, 1779 Turín, Teatro Regio)
- Giulio Sabino (Pietro Giovannini, 1781 Benátky, Teatro San Benedetto)
- Alessandro e Timoteo (G. della Torre Rezzonico, 1782 Parma, Dvorní divadlo)
- Fra i due litiganti il terzo gode (podle Goldoniho, 1782 Milán, Teatro alla Scala)
- Attalo, re di Bitinia (Antonio Salvi, 1782 Benátky, Teatro San Benedetto)
- Idalide (Ferdinando Moretti, 1783 Milán, Teatro alla Scala)
- Erifile (Giovanni de Gamerra, 1783 Pavia, Nuovo Teatro dei quattro cavalieri)
- Il trionfo della pace (Cesare Olivieri, 1783 Mantova, Teatro ducale)
- Gli amanti consolati (1784 Petrohrad)
- I finti eredi (Giovanni Bertati, Petrohrad, Velké divadlo)
- Armida e Rinaldo (Marco Coltellini, 1786 Petrohrad, Ermitáž)
- Castore e Polluce (Ferdinando Moretti, 1786 Petrohrad, Ermitáž)
- Zenoclea (Ferdinando Moretti, 1786 Petrohrad, neprovedeno)
- Cleomene (Giovanni de Gamerra, 1788 Bologna, Teatro Zagnoni)
- Načal'noe upravlenie Olega (Kateřina II. Veliká, spoluautoři Canobbio a V. A. Paškevič, 1760 Petrohrad, Ermitáž)
- Il trionfo d'Atalanta (1791, Moskva, Kuskovo)
- Andromeda (Ferdinando Moretti, 1798 Petrohrad)
- Enea nel Lazio (Ferdinando Moretti, 1799 Petrohrad, Gatčina)
- La Famille indienne en Angleterre (Marchese de Castelnau, 1799 Petrohrad, Velké divadlo)
- Les Amours de Flore et de Zéphire, balet (P. de Chevalier, 1800 Petrohrad, Gatčina)
- Gram og Signe (N. K. Bredal, pasticio)

### Instrumentální hudba
- Šest sonát pro flétnu a basso continuo
- 13 sonát pro cembalo nebo varhany
- Sinfonie s houslemi C-Dur
- 4 sonáty pro cembalo a jiné nástroje

### Vokální hudba
- Oratorio russe dédié à Catherine II suivi de Hospodin pomyluj ny pour double chœur et orchestre
- Te Deum laudamus
- Gloria in excelsis
- Si tranquilla in casto amore…, árie
- Lob sei dem allerhöchsten Gott
- Miserere in F-minor pro sbor a orchestr
- Requiem pour la mort de Louis XVI